# Bean Bunny
Bean Bunny est un personnage des Muppets créé par Jim Henson. Sa première apparition remonte à 1986 (The Tale of the Bunny Picnic) sur HBO. Steve Whitmire était responsable de sa voix.
Ce personnage, un mignon lapin, est un souffre-douleur très populaire chez des marionnettistes selon Brian Henson, fils de Jim Henson : «À la Muppet Company, nous aimons détester Bean Bunny.»